# 英国アカデミー賞 非英語作品賞
英国アカデミー賞 非英語作品賞（BAFTA Award for Best Film Not in the English Language）は、英国映画テレビ芸術アカデミーによって選出される非英語作品を対象とした賞。
第36回で外国語作品賞（Best Foreign Language Film）として創設され、第42回より非英語作品賞に改名された。

## 受賞と候補の一覧

### 1980年代
| 部門             | 映画                                         | 監督                         | プロデューサー                                                         | 製作国                               |
| ---------------- | -------------------------------------------- | ---------------------------- | ---------------------------------------------------------------------- | ------------------------------------ |
| 1982年（第36回） |                                              |                              |                                                                        |                                      |
| 外国語作品賞     | 『エボリ』                                   | フランチェスコ・ロージ       | ニコラ・カラッロ フランコ・クリスタルディ                              | フランス/ イタリア                   |
| 外国語作品賞     | 『U・ボート』                                | ウォルフガング・ペーターゼン | ギュンター・ロールバッハ                                               | 西ドイツ                             |
| 外国語作品賞     | 『ディーバ』                                 | ジャン＝ジャック・ベネックス | イレーヌ・シルベルマン セルジュ・シルベルマン                          | フランス                             |
| 外国語作品賞     | 『フィツカラルド』                           | ヴェルナー・ヘルツォーク     | ヴェルナー・ヘルツォーク ヴィリー・ゼクレア ルッキ・シュティペティック | ペルー/ 西ドイツ                     |
| 1983年（第37回） |                                              |                              |                                                                        |                                      |
| 外国語作品賞     | 『ダントン』                                 | アンジェイ・ワイダ           | マルガレート・メネゴス バルバラ・ペツ・シレシツカ                      | フランス/ ポーランド/ 西ドイツ       |
| 外国語作品賞     | 『ファニーとアレクサンデル』                 | イングマール・ベルイマン     | ヨルン・ドンナー                                                       | スウェーデン/ フランス/ 西ドイツ     |
| 外国語作品賞     | 『トラヴィアータ/1985・椿姫』                | フランコ・ゼフィレッリ       | タラク・ベン・アマール                                                 | イタリア                             |
| 外国語作品賞     | 『日曜日が待ち遠しい!』                      | フランソワ・トリュフォー     | アルマン・バルボール フランソワ・トリュフォー                          | フランス                             |
| 1984年（第38回） |                                              |                              |                                                                        |                                      |
| 外国語映画賞     | 『カルメン』                                 | カルロス・サウラ             | エミリアーノ・ピエドラ                                                 | スペイン                             |
| 外国語映画賞     | 『マルタン・ゲールの帰還』                   | ダニエル・ヴィーニュ         | ダニエル・ヴィーニュ                                                   | フランス                             |
| 外国語映画賞     | 『スワンの恋』                               | フォルカー・シュレンドルフ   | マルガレート・メネゴス                                                 | フランス/ 西ドイツ                   |
| 外国語映画賞     | 『田舎の日曜日』                             | ベルトラン・タヴェルニエ     | アラン・サルド                                                         | フランス                             |
| 1985年（第39回） |                                              |                              |                                                                        |                                      |
| 外国語作品賞     | 『連隊長レドル』                             | サボー・イシュトヴァーン     | ジョーゼフ・マルクス                                                   | ハンガリー/ オーストラリア/ 西ドイツ |
| 外国語作品賞     | 『カルメン』                                 | フランチェスコ・ロージ       | パトリス・ルドゥー                                                     | イタリア                             |
| 外国語作品賞     | Dim Sum: A Little Bit of Heart               | ウェイン・ワン               | トム・スターンバーグ                                                   | アメリカ合衆国                       |
| 外国語作品賞     | 『サブウェイ』                               | リュック・ベッソン           | フランソワ・ルジェリ                                                   | フランス                             |
| 1986年（第40回） |                                              |                              |                                                                        |                                      |
| 外国語作品賞     | 『乱』                                       | 黒澤明                       | セルジュ・シルベルマン                                                 | 日本/ フランス                       |
| 外国語作品賞     | 『ベティ・ブルー』                           | ジャン＝ジャック・ベネックス | ジャン＝ジャック・ベネックス                                           | フランス                             |
| 外国語作品賞     | 『ジンジャーとフレッド』                     | フェデリコ・フェリーニ       | アルベルト・グリマルディ                                               | イタリア/ フランス/ 西ドイツ         |
| 外国語作品賞     | 『オテロ』                                   | フランコ・ゼフィレッリ       | メナヘム・ゴーラン                                                     | イタリア/ オランダ                   |
| 1987年（第41回） |                                              |                              |                                                                        |                                      |
| 外国語作品賞     | 『サクリファイス』                           | アンドレイ・タルコフスキー   | アンナ＝レーナ・ヴィボム                                               | スウェーデン/ イギリス/ フランス     |
| 外国語作品賞     | 『愛と宿命の泉 PART I/フロレット家のジャン』 | クロード・ベリ               | ピエール・グルンステイン アラン・ポワレ                                | フランス/ スイス/ イタリア           |
| 外国語作品賞     | 『愛と宿命の泉 PART II/泉のマノン』          | クロード・ベリ               | ピエール・グルンステイン アラン・ポワレ                                | フランス/ スイス/ イタリア           |
| 外国語作品賞     | 『マイライフ・アズ・ア・ドッグ』             | ラッセ・ハルストレム         | ヴァルデマール・ベリエンダール                                         | スウェーデン                         |
| 1988年（第42回） |                                              |                              |                                                                        |                                      |
| 非英語作品賞     | 『バベットの晩餐会』                         | ガブリエル・アクセル         | ジャスト・ベッザー                                                     | デンマーク                           |
| 非英語作品賞     | 『さよなら子供たち』                         | ルイ・マル                   | ルイ・マル                                                             | フランス/ 西ドイツ                   |
| 非英語作品賞     | 『黒い瞳』                                   | ニキータ・ミハルコフ         | カルロ・クッキ                                                         | イタリア                             |
| 非英語作品賞     | 『ベルリン・天使の詩』                       | ヴィム・ヴェンダース         | アナトール・ドーマン                                                   | 西ドイツ/ フランス                   |
| 1989年（第43回） |                                              |                              |                                                                        |                                      |
| 非英語作品賞     | 『素顔の貴婦人』                             | ベルトラン・タヴェルニエ     | ルネ・クライトマン                                                     | フランス                             |
| 非英語作品賞     | 『ペレ』                                     | ビレ・アウグスト             | ペール・ホルスト                                                       | デンマーク/ スウェーデン             |
| 非英語作品賞     | 『サラーム・ボンベイ!』                      | ミーラー・ナーイル           | ガブリエル・オウア ミーラー・ナーイル                                  | インド/ イギリス/ フランス           |
| 非英語作品賞     | 『神経衰弱ぎりぎりの女たち』                 | ペドロ・アルモドバル         | ペドロ・アルモドバル                                                   | スペイン                             |

### 1990年代
| 部門             | 映画                                           | 監督                                    | プロデューサー                                                             | 製作国                                               |
| ---------------- | ---------------------------------------------- | --------------------------------------- | -------------------------------------------------------------------------- | ---------------------------------------------------- |
| 1990年（第44回） |                                                |                                         |                                                                            |                                                      |
| 非英語作品賞     | 『ニュー・シネマ・パラダイス』                 | ジュゼッペ・トルナトーレ                | フランコ・クリスタルディ                                                   | イタリア                                             |
| 非英語作品賞     | 『モントリオールのジーザス』                   | ドゥニ・アルカン                        | ロジェ・フラピエ ピエール・ジェンドロン                                    | カナダ/ フランス                                     |
| 非英語作品賞     | 『五月のミル』                                 | ルイ・マル                              | ルイ・マルヴィン・セントマル                                               | フランス/ イタリア                                   |
| 非英語作品賞     | 『ロミュアルドとジュリエット』                 | コリーヌ・セロー                        | ジャン＝ルイ・ピエール フィリップ・カルカソンヌ                            | フランス                                             |
| 1991年（第45回） |                                                |                                         |                                                                            |                                                      |
| 非英語作品賞     | 『ナスティ・ガール』                           | ミヒャエル・セントフレーベン            | ミヒャエル・セントフレーベン                                               | 西ドイツ                                             |
| 非英語作品賞     | 『シラノ・ド・ベルジュラック』                 | ジャン＝ポール・ラプノー                | ルネ・クライトマン ミシェル・セイドゥー                                    | フランス                                             |
| 非英語作品賞     | 『髪結いの亭主』                               | パトリス・ルコント                      | ティエリー・ド・ガネ                                                       | フランス                                             |
| 非英語作品賞     | 『トト・ザ・ヒーロー』                         | ジャコ・ヴァン・ドルマル                | ピエール・ドゥルオー ダニー・ジェイ                                        | ベルギー/ フランス/ ドイツ                           |
| 1992年（第46回） |                                                |                                         |                                                                            |                                                      |
| 非英語作品賞     | 『紅夢』                                       | 張芸謀                                  | チュウ・フウション                                                         | 中国/ 香港/ 台湾                                     |
| 非英語作品賞     | 『ポンヌフの恋人』                             | レオス・カラックス                      | クリスチャン・フェシュネール                                               | フランス                                             |
| 非英語作品賞     | 『デリカテッセン』                             | ジャン＝ピエール・ジュネ マルク・キャロ | クローディー・オサール                                                     | フランス                                             |
| 非英語作品賞     | 『僕を愛したふたつの国/ヨーロッパ ヨーロッパ』 | アニエスカ・ホランド                    | アルトゥール・ブラウナー マルガレート・メネゴス                            | ドイツ/ フランス/ ポーランド                         |
| 1993年（第47回） |                                                |                                         |                                                                            |                                                      |
| 非英語作品賞     | 『さらば、わが愛/覇王別姫』                    | チェン・カイコー                        | シュー・フォン                                                             | 中国/ 香港                                           |
| 非英語作品賞     | 『愛を弾く女』                                 | クロード・ソーテ                        | ジャン＝ルイ・リヴィ フィリップ・カルカソンヌ                              | フランス                                             |
| 非英語作品賞     | 『赤い薔薇ソースの伝説』                       | アルフォンソ・アラウ                    | アルフォンソ・アラウ                                                       | メキシコ                                             |
| 非英語作品賞     | 『インドシナ』                                 | レジス・ヴァルニエ                      | エリック・ウーマン                                                         | フランス                                             |
| 1994年（第48回） |                                                |                                         |                                                                            |                                                      |
| 非英語作品賞     | 『活きる』                                     | 張芸謀                                  | チウ・フーション                                                           | 中国/ 香港                                           |
| 非英語作品賞     | 『トリコロール/赤の愛』                        | クシシュトフ・キェシロフスキ            | マラン・カルミッツ                                                         | フランス/ ポーランド/ スイス                         |
| 非英語作品賞     | 『恋人たちの食卓』                             | アン・リー                              | シュー・リーコン                                                           | 台湾/ アメリカ合衆国                                 |
| 1995年（第49回） |                                                |                                         |                                                                            |                                                      |
| 非英語作品賞     | 『イル・ポスティーノ』                         | マイケル・ラドフォード                  | マリオ・チェッキ・ゴーリ ヴィットリオ・チェッキ・ゴーリ ガエタノ・ダニエレ | フランス/ イタリア/ ベルギー                         |
| 非英語作品賞     | 『レ・ミゼラブル』                             | クロード・ルルーシュ                    | クロード・ルルーシュ                                                       | フランス                                             |
| 非英語作品賞     | 『王妃マルゴ』                                 | パトリス・シェロー                      | ピエール・グルンステイン                                                   | フランス/ イタリア/ ドイツ                           |
| 非英語作品賞     | 『太陽に灼かれて』                             | ニキータ・ミハルコフ                    | ミシェル・セイドゥー                                                       | ロシア/ フランス                                     |
| 1996年（第50回） |                                                |                                         |                                                                            |                                                      |
| 非英語作品賞     | 『リディキュール』                             | パトリス・ルコント                      | フレデリック・ブリヨン フィリップ・カルカソンヌ ジル・ルグラン             | フランス                                             |
| 非英語作品賞     | 『アントニアの食卓』                           | マルレーン・ゴリス                      | ハンス・ド・ビア                                                           | オランダ/ ベルギー/ イギリス                         |
| 非英語作品賞     | 『コーリャ 愛のプラハ』                        | ヤン・スヴェラーク                      | エリック・エイブラハム                                                     | チェコ                                               |
| 非英語作品賞     | 『とまどい』                                   | クロード・ソーテ                        | アラン・サルド                                                             | フランス                                             |
| 1997年（第51回） |                                                |                                         |                                                                            |                                                      |
| 非英語作品賞     | 『アパートメント』                             | ジル・ミモーニ                          | ジョルジュ・ベナヨン                                                       | フランス/ スペイン/ イタリア                         |
| 非英語作品賞     | Lucie Aubrac                                   | クロード・ベリ                          | ピエール・グルンステイン                                                   | フランス                                             |
| 非英語作品賞     | 『ぼくのバラ色の人生』                         | アラン・ベルリネール                    | キャロル・スコッタ                                                         | フランス/ ベルギー/ イギリス                         |
| 非英語作品賞     | 『タンゴ・レッスン』                           | サリー・ポッター                        | クリストファー・シェパード オスカー・クレイマー                            | アルゼンチン/ イギリス/ フランス/ ドイツ/ オランダ   |
| 1998年（第52回） |                                                |                                         |                                                                            |                                                      |
| 非英語作品賞     | 『セントラル・ステーション』                   | ウォルター・サレス                      | アーサー・コーン マルチーヌ・ド・クレアモント＝トネーレ                    | ブラジル/ フランス                                   |
| 非英語作品賞     | 『ライフ・イズ・ビューティフル』               | ロベルト・ベニーニ                      | エルダ・フェッリ ジャンルイジ・ブラスキ                                    | イタリア                                             |
| 非英語作品賞     | 『愛と復讐の騎士』                             | フィリップ・ド・ブロカ                  | パトリック・ゴドー                                                         | フランス/ イタリア/ ドイツ                           |
| 非英語作品賞     | 『ライブ・フレッシュ』                         | ペドロ・アルモドバル                    | アグスティン・アルモドバル                                                 | スペイン/ フランス                                   |
| 1999年（第53回） |                                                |                                         |                                                                            |                                                      |
| 非英語作品賞     | 『オール・アバウト・マイ・マザー』             | ペドロ・アルモドバル                    | アグスティン・アルモドバル                                                 | スペイン/ フランス                                   |
| 非英語作品賞     | 『ブエナ・ビスタ・ソシアル・クラブ』           | ヴィム・ヴェンダース                    | ローザ・ボッシュ ウルリッヒ・フェルスベルク ディーパック・ネイヤー         | ドイツ/ キューバ/ アメリカ合衆国/ フランス/ イギリス |
| 非英語作品賞     | 『セレブレーション』                           | トマス・ヴィンターベア                  | ブリギッテ・ハルド モーティン・カウフマン                                  | デンマーク/ スウェーデン                             |
| 非英語作品賞     | 『ラン・ローラ・ラン』                         | トム・ティクヴァ                        | シュテファン・アルント                                                     | ドイツ                                               |

### 2000年代
| 部門             | 映画                                  | 監督                                         | プロデューサー | 製作国                                                                 |
| ---------------- | ------------------------------------- | -------------------------------------------- | --- | ---------------------------------------------------------------------- |
| 2000年（第54回） |                                       |                                              | |                                                                        |
| 非英語作品賞     | 『グリーン・デスティニー』            | アン・リー                                   | シュー・リーコン ビル・コン アン・リー                                                                             | 台湾/ 香港/ アメリカ合衆国/ 中国                                       |
| 非英語作品賞     | 『橋の上の娘』                        | パトリス・ルコント                           | クリスチャン・フェシュネール                                                                                       | フランス                                                               |
| 非英語作品賞     | 『ハリー、見知らぬ友人』              | ドミニク・モル                               | ミッシェル・サン＝ジャン                                                                                           | フランス                                                               |
| 非英語作品賞     | 『花様年華』                          | ウォン・カーウァイ                           | ウォン・カーウァイ                                                                                                 | 香港/ フランス                                                         |
| 非英語作品賞     | 『マレーナ』                          | ジュゼッペ・トルナトーレ                     | ハーヴェイ・ワインスタイン カルロ・ベルナスコーニ                                                                  | イタリア/ アメリカ合衆国                                               |
| 2001年（第55回） |                                       |                                              | |                                                                        |
| 非英語作品賞     | 『アモーレス・ペロス』                | アレハンドロ・ゴンサレス・イニャリトゥ       | アレハンドロ・ゴンサレス・イニャリトゥ                                                                             | メキシコ                                                               |
| 非英語作品賞     | 『アメリ』                            | ジャン＝ピエール・ジュネ                     | クロディー・オサール                                                                                               | フランス/ ドイツ                                                       |
| 非英語作品賞     | 『ビハインド・ザ・サン』              | ウォルター・サレス                           | アーサー・コーン                                                                                                   | イギリス/ フランス/ スイス                                             |
| 非英語作品賞     | 『モンスーン・ウェディング』          | ミーラー・ナーイル                           | キャロライン・バロン                                                                                               | インド/ アメリカ合衆国/ フランス/ イタリア/ ドイツ                     |
| 非英語作品賞     | 『ピアニスト』                        | ミヒャエル・ハネケ                           | ファイト・ハイドゥシュカ                                                                                           | フランス/ ドイツ/ ポーランド/ オーストラリア                           |
| 2002年（第56回） |                                       |                                              | |                                                                        |
| 非英語作品賞     | 『トーク・トゥ・ハー』                | ペドロ・アルモドバル                         | アグスティン・アルモドバル                                                                                         | スペイン                                                               |
| 非英語作品賞     | 『天国の口、終りの楽園。』            | アルフォンソ・キュアロン                     | ホルヘ・ベルガラ                                                                                                   | メキシコ                                                               |
| 非英語作品賞     | 『シティ・オブ・ゴッド』              | フェルナンド・メイレレス カティア・ルンド    | アルドレア・バラタ・ヒベイロ マウリシオ・アンドラーデ・ラモス                                                      | ブラジル/ フランス/ アメリカ合衆国                                     |
| 非英語作品賞     | Devdas                                | サンジャイ・リーラー・バンサーリー           | バハラット・シャー                                                                                                 | インド                                                                 |
| 非英語作品賞     | The Warrior                           | アシフ・カパディア                           | ベルトラン・フェヴル                                                                                               | イギリス/ フランス/ ドイツ                                             |
| 2003年（第57回） |                                       |                                              | |                                                                        |
| 非英語作品賞     | 『イン・ディス・ワールド』            | マイケル・ウィンターボトム                   | アンドリュー・イートン アニタ・オーヴァーランド                                                                    | イギリス                                                               |
| 非英語作品賞     | 『みなさん、さようなら』              | ドゥニ・アルカン                             | ドゥニ・ロベール ドゥニ・アルカン                                                                                  | カナダ                                                                 |
| 非英語作品賞     | 『ベルヴィル・ランデブー』            | シルヴァン・ショメ                           | ディディエ・ブリュネール                                                                                           | フランス/ ベルギー/ カナダ/ イギリス                                   |
| 非英語作品賞     | 『ぼくの好きな先生』                  | ニコラ・フィリベール                         | ジル・サンドーズ                                                                                                   | フランス                                                               |
| 非英語作品賞     | 『グッバイ、レーニン!』               | ヴォルフガング・ベッカー                     | シュテファン・アーント                                                                                             | ドイツ                                                                 |
| 非英語作品賞     | 『千と千尋の神隠し』                  | 宮崎駿                                       | 鈴木敏夫 | 日本                                                                   |
| 2004年（第58回） |                                       |                                              | |                                                                        |
| 非英語作品賞     | 『モーターサイクル・ダイアリーズ』    | ウォルター・サレス                           | マイケル・ノジック エドガード・テネンバウム カレン・テンコフ                                                       | アメリカ合衆国/ ドイツ/ イギリス/ アルゼンチン/ チリ/ ペルー/ フランス |
| 非英語作品賞     | 『コーラス』                          | クリストフ・バラティエ                       | アーサー・コーン ニコラ・モヴェルネ ジャック・ペラン                                                               | フランス/ スイス/ ドイツ                                               |
| 非英語作品賞     | 『ロング・エンゲージメント』          | ジャン＝ピエール・ジュネ                     | フランシス・ボーフラッグ                                                                                           | フランス/ アメリカ合衆国                                               |
| 非英語作品賞     | 『バッド・エデュケーション』          | ペドロ・アルモドバル                         | アグスティン・アルモドバル                                                                                         | スペイン                                                               |
| 非英語作品賞     | 『LOVERS』                            | 張芸謀                                       | ウィリアム・コン                                                                                                   | 中国/ 香港                                                             |
| 2005年（第59回） |                                       |                                              | |                                                                        |
| 非英語作品賞     | 『真夜中のピアニスト』                | ジャック・オーディアール                     | パスカル・コシュトゥー                                                                                             | フランス                                                               |
| 非英語作品賞     | 『長い旅』                            | イスマエル・フェルーキ                       | アンベール・バルザン                                                                                               | フランス/ モロッコ                                                     |
| 非英語作品賞     | 『戦場のアリア』                      | クリスチャン・カリオン                       | クリストフ・ロシニョン                                                                                             | フランス/ ドイツ/ ベルギー/ イギリス/ ルーマニア                       |
| 非英語作品賞     | 『カンフーハッスル』                  | 周星馳                                       | チャウ・シンチー チェイ・ポーチュウ ジェフ・ラウ                                                                   | 中国/ 香港                                                             |
| 非英語作品賞     | 『ツォツィ』                          | ギャヴィン・フッド                           | ピーター・フダコウスキ                                                                                             | イギリス/ 南アフリカ共和国                                             |
| 2006年（第60回） |                                       |                                              | |                                                                        |
| 非英語作品賞     | 『パンズ・ラビリンス』                | ギレルモ・デル・トロ                         | アルフォンソ・キュアロン ベルサ・ナヴァロ フリーダ・トレスブランコ                                                 | メキシコ/ スペイン                                                     |
| 非英語作品賞     | 『アポカリプト』                      | メル・ギブソン                               | ブルース・デイヴィ                                                                                                 | アメリカ合衆国                                                         |
| 非英語作品賞     | 『ブラックブック』                    | ポール・バーホーベン                         | テイン・ヒルテ サン・フ・マルタ イェンス・メウラー                                                                 | オランダ/ ベルギー/ イギリス/ ドイツ                                   |
| 非英語作品賞     | Paint It Yellow (Rang De Basanti)     | ラケーシュ・オムプラカーシュ・メーラ         | ロニー・スクリューワーラー                                                                                         | インド                                                                 |
| 非英語作品賞     | 『ボルベール〈帰郷〉』                | ペドロ・アルモドバル                         | アグスティン・アルモドバル                                                                                         | スペイン                                                               |
| 2007年（第61回） |                                       |                                              | |                                                                        |
| 非英語作品賞     | 『善き人のためのソナタ』              | フロリアン・ヘンケル・フォン・ドナースマルク | クイリン・ベルク マックス・ヴィーデマン                                                                            | ドイツ                                                                 |
| 非英語作品賞     | 『潜水服は蝶の夢を見る』              | ジュリアン・シュナーベル                     | キャスリーン・ケネディ ジョン・キリク                                                                              | フランス/ アメリカ合衆国                                               |
| 非英語作品賞     | 『君のためなら千回でも』              | マーク・フォースター                         | ウィリアム・ホーバーグ ウォルター・F・パークス レベッカ・イェルダム E・ベネット・ウォルシュ ローリー・マクドナルド | アメリカ合衆国                                                         |
| 非英語作品賞     | 『エディット・ピアフ〜愛の讃歌〜』    | オリヴィエ・ダアン                           | アラン・ゴールドマン                                                                                               | フランス/ イギリス/ チェコ                                             |
| 非英語作品賞     | 『ラスト、コーション』                | アン・リー                                   | アン・リー 江志強 ジェームズ・シェイマス                                                                           | アメリカ合衆国/ 中国/ 台湾/ 香港                                       |
| 2008年（第62回） |                                       |                                              | |                                                                        |
| 非英語作品賞     | 『ずっとあなたを愛してる』            | フィリップ・クローデル                       | シルヴェストル・ガリノ イヴ・マルミオン                                                                            | フランス                                                               |
| 非英語作品賞     | 『バーダー・マインホフ 理想の果てに』 | ウーリ・エーデル                             | ベルント・アイヒンガー                                                                                             | イギリス                                                               |
| 非英語作品賞     | 『ゴモラ』                            | マッテオ・ガローネ                           | ドメニコ・プロカッチ                                                                                               | イタリア                                                               |
| 非英語作品賞     | 『ペルセポリス』                      | マルジャン・サトラピ ヴァンサン・パロノー    | マルク＝アントワーヌ・ロベール サヴィエ・リゴ                                                                      | フランス                                                               |
| 非英語作品賞     | 『戦場でワルツを』                    | アリ・フォルマン                             | アリ・フォルマン セルジュ・ラルー ゲルハルト・メイクスナー ヤエル・ナフリエリ ロマン・ポール                       | イスラエル/ ドイツ/ フランス/ アメリカ合衆国                           |
| 2009年（第63回） |                                       |                                              | |                                                                        |
| 非英語作品賞     | 『預言者』                            | ジャック・オーディアール                     | パスカル・コシュトゥー マルコ・チェルキ アリックス・レイノー ジャック・オーディアール                              | フランス                                                               |
| 非英語作品賞     | 『抱擁のかけら』                      | ペドロ・アルモドバル                         | アグスティン・アルモドバル ペドロ・アルモドバル                                                                    | スペイン                                                               |
| 非英語作品賞     | 『ココ・アヴァン・シャネル』          | アンヌ・フォンテーヌ                         | キャロル・スコッタ カロリーヌ・ベンジョー フィリップ・カルカソンヌ アンヌ・フォンテーヌ                            | フランス                                                               |
| 非英語作品賞     | 『ぼくのエリ 200歳の少女』            | トーマス・アルフレッドソン                   | ヨン・ノードリング カール・モリンデル トーマス・アルフレッドソン                                                   | スウェーデン                                                           |
| 非英語作品賞     | 『白いリボン』                        | ミヒャエル・ハネケ                           | シュテファン・アルント ファイト・ハイドゥシュカ マルガレート・メネゴズ ミヒャエル・ハネケ                          | オーストリア/ ドイツ/ フランス/ イタリア                               |

### 2010年代
| 部門             | 映画                                     | 監督                                              | プロデューサー | 製作国                           |
| ---------------- | ---------------------------------------- | ------------------------------------------------- | --- | -------------------------------- |
| 2010年（第64回） |                                          |                                                   | |                                  |
| 非英語作品賞     | 『ミレニアム ドラゴン・タトゥーの女』    | ニールス・アルデン・オプレヴ                      | ニールス・アルデン・オプレヴ ソロン・スターモス | スウェーデン                     |
| 非英語作品賞     | 『BIUTIFUL ビューティフル』              | アレハンドロ・ゴンサレス・イニャリトゥ            | アレハンドロ・ゴンサレス・イニャリトゥ アルフォンソ・キュアロン ギレルモ・デル・トロ フェルナンド・ボバイラ サンドラ・ヘルミダ ジョン・キリク アン・ルアーク | メキシコ                         |
| 非英語作品賞     | 『ミラノ、愛に生きる』                   | ルカ・グァダニーノ                                | ルカ・グァダニーノ ティルダ・スウィントン | イタリア                         |
| 非英語作品賞     | 『神々と男たち』                         | グザヴィエ・ボーヴォワ                            | グザヴィエ・ボーヴォワ パスカル・コシュトゥ | フランス                         |
| 非英語作品賞     | 『瞳の奥の秘密』                         | フアン・ホセ・カンパネラ                          | フアン・ホセ・カンパネラ マリエラ・ベスイエフスキー フアン・ホセ・カンパネラ                                                                                 | アルゼンチン                     |
| 2011年（第65回） |                                          |                                                   | |                                  |
| 非英語作品賞     | 『私が、生きる肌』                       | ペドロ・アルモドバル                              | ペドロ・アルモドバル アグスティン・アルモドバル | スペイン                         |
| 非英語作品賞     | 『別離』                                 | アスガル・ファルハーディー                        | アスガル・ファルハーディー | イラン                           |
| 非英語作品賞     | 『しあわせの雨傘』                       | フランソワ・オゾン                                | フランソワ・オゾン ニコラス・オルトメイヤー エリック・アルトメイヤー                                                                                         | フランス/ ベルギー               |
| 非英語作品賞     | 『Pina/ピナ・バウシュ 踊り続けるいのち』 | ヴィム・ヴェンダース                              | ヴィム・ヴェンダース ジャン＝ピエロ・リンゲル | ドイツ/ フランス/ イギリス       |
| 非英語作品賞     | 『灼熱の魂』                             | ドゥニ・ヴィルヌーヴ                              | ドゥニ・ヴィルヌーヴ リュック・デリ キム・マクロー | カナダ                           |
| 2012年（第66回） |                                          |                                                   | |                                  |
| 非英語作品賞     | 『愛、アムール』                         | ミヒャエル・ハネケ                                | ミヒャエル・ハネケ マルガレート・メネゴス | オーストリア                     |
| 非英語作品賞     | 『ヘッドハンター』                       | モルテン・ティルドゥム                            | モルテン・ティルドゥム マリアンヌ・グレイ アスレ・ヴァトゥン                                                                                                 | ノルウェー                       |
| 非英語作品賞     | 『偽りなき者』                           | トマス・ヴィンターベア                            | トマス・ヴィンターベア シーセ・グラウム・ヨルゲンセン モーテン・カウフマン                                                                                   | デンマーク                       |
| 非英語作品賞     | 『君と歩く世界』                         | ジャック・オーディアール                          | ジャック・オーディアール パスカル・コシュトゥー | ベルギー/ フランス               |
| 非英語作品賞     | 『最強のふたり』                         | エリック・トレダノ オリヴィエ・ナカシュ           | エリック・トレダノ オリヴィエ・ナカシュ ニコラ・デュヴァル・アダソフスキ ヤン・ゼノウ ローラン・ゼイトゥン                                                   | フランス                         |
| 2013年（第67回） |                                          |                                                   | |                                  |
| 非英語作品賞     | 『グレート・ビューティー/追憶のローマ』  | パオロ・ソレンティーノ                            | パオロ・ソレンティーノ ニコラ・ジュリアーノ フランチェスカ・シーマ                                                                                           | イタリア/ フランス               |
| 非英語作品賞     | 『アクト・オブ・キリング』               | ジョシュア・オッペンハイマー                      | ジョシュア・オッペンハイマー シーネ・ビュレ・ソーレンセン | ノルウェー/ デンマーク/ イギリス |
| 非英語作品賞     | 『アデル、ブルーは熱い色』               | アブデラティフ・ケシシュ                          | アブデラティフ・ケシシュ ブラヒム・シウア ヴァンサン・マラヴァル                                                                                             | フランス                         |
| 非英語作品賞     | 『メトロマニラ 世界で最も危険な街』      | ショーン・エリス                                  | ショーン・エリス マチルド・シャルパンティエ | イギリス                         |
| 非英語作品賞     | 『少女は自転車にのって』                 | ハイファ・アル＝マンスール                        | ハイファ・アル＝マンスール ゲルハルト・マイクスナー ローマン・ポール                                                                                         | サウジアラビア/ ドイツ           |
| 2014年（第68回） |                                          |                                                   | |                                  |
| 非英語作品賞     | 『イーダ』                               | パヴェウ・パヴリコフスキ                          | エリック・エイブラハム ピョートル・ヂェチョウ エヴァ・プシュチンスカ                                                                                         | ポーランド                       |
| 非英語作品賞     | 『裁かれるは善人のみ』                   | アンドレイ・ズビャギンツェフ                      | アレクサンドル・ロドニャンスキー | ロシア                           |
| 非英語作品賞     | 『めぐり逢わせのお弁当』                 | リテーシュ・バトラ                                | アルン・ラングチャーリー アヌラーグ・カシャップ グニート・モーンガー                                                                                         | インド/ フランス/ ドイツ         |
| 非英語作品賞     | 『トラッシュ! -この街が輝く日まで-』     | スティーブン・ダルドリー                          | ティム・ビーヴァン エリック・フェルナー クリス・サイキエル                                                                                                   | ブラジル/ イギリス               |
| 非英語作品賞     | 『サンドラの週末』                       | ジャン＝ピエール・ダルデンヌ リュック・ダルデンヌ | ジャン＝ピエール・ダルデンヌ リュック・ダルデンヌ ドゥニ・フロイド                                                                                           | ベルギー/ フランス/ イタリア     |
| 2015年（第69回） |                                          |                                                   | |                                  |
| 非英語作品賞     | 『人生スイッチ』                         | ダミアン・ジフロン                                | ウーゴ・シグマン アグスティン・アルモドーバル ペドロ・アルモドーバル マティアス・モステイリン エッシャー・ガルシア フェリペ・フォティアデス ヘラルド・ロシン | アルゼンチン/ スペイン           |
| 非英語作品賞     | 『黒衣の刺客』                           | ホウ・シャオシェン                                | 廖慶松 | 台湾/ 中国/ 香港                 |
| 非英語作品賞     | 『フレンチアルプスで起きたこと』         | リューベン・オストルンド                          | エリク・ヘンメンドルフ マリー・シェルソン | スウェーデン                     |
| 非英語作品賞     | 『ディーブ』                             | ナジ・アブ・ヌワール                              | Bassel Ghandour Rupert Lloyd Nadine Toukan Nasser Kalaji Laith Majali Diala Al Raie Yanal Kassay                                                             | ヨルダン/ イギリス               |
| 非英語作品賞     | 『禁じられた歌声』                       | アブデラマン・シサコ                              | Sylvie Pialat Étienne Comar | フランス/ モーリタニア           |
| 2016年（第70回） |                                          |                                                   | |                                  |
| 非英語作品賞     | 『サウルの息子』                         | ネメシュ・ラースロー                              | シポシュ・ガーボル ライナ・ガーボル | ハンガリー                       |
| 非英語作品賞     | 『ディーパンの闘い』                     | ジャック・オーディアール                          | パスカル・コシュトゥー ジャック・オーディアール | フランス                         |
| 非英語作品賞     | 『ジュリエッタ』                         | ペドロ・アルモドバル                              | アグスティン・アルモドバル ペドロ・アルモドバル エッシャー・ガルシア                                                                                         | スペイン                         |
| 非英語作品賞     | 『裸足の季節』                           | デニズ・ガムゼ・エルギュヴェン                    | シャルル・ジリベール | フランス/ トルコ/ ドイツ         |
| 非英語作品賞     | 『ありがとう、トニ・エルドマン』         | マーレン・アデ                                    | マーレン・アデ ヨナス・ドルンバッハ ヤニーネ・ヤツコフスキ ミヒェル・メルクト                                                                                | ドイツ/ オーストリア             |
| 2017年（第71回） |                                          |                                                   | |                                  |
| 非英語作品賞     | 『お嬢さん』                             | パク・チャヌク                                    | パク・チャヌク シド・リム | 韓国                             |
| 非英語作品賞     | 『エル ELLE』                            | ポール・バーホーベン                              | ミヒェル・メルクト サイド・ベン・サイド | フランス                         |
| 非英語作品賞     | 『最初に父が殺された』                   | アンジェリーナ・ジョリー                          | アンジェリーナ・ジョリー リティ・パニュ テッド・サランドス マイケル・ヴィエイラ                                                                              | カンボジア                       |
| 非英語作品賞     | 『ラブレス』                             | アンドレイ・ズビャギンツェフ                      | アレクサンター・ロンダヤスキー セルゲイ・メルクモフ グレブ・フェティソフ                                                                                     | ロシア                           |
| 非英語作品賞     | 『セールスマン』                         | アスガル・ファルハーディー                        | アレクサンドル・マレ＝ギィ アスガル・ファルハーディー | イラン                           |
| 2018年（第72回） |                                          |                                                   | |                                  |
| 非英語作品賞     | 『ROMA/ローマ』                          | アルフォンソ・キュアロン                          | アルフォンソ・キュアロン ガブリエラ・ロドリゲス ニコラス・セリス                                                                                             | メキシコ/ アメリカ合衆国         |
| 非英語作品賞     | 『存在のない子供たち』                   | ナディーン・ラバキー                              | ミヒェル・メルクト ハーレド・ムザンナル | レバノン                         |
| 非英語作品賞     | 『COLD WAR あの歌、2つの心』             | パヴェウ・パヴリコフスキ                          | タニヤ・セガッチアン エヴァ・プシュチンスカ | ポーランド/ イギリス/ フランス   |
| 非英語作品賞     | 『ドッグマン』                           | マッテオ・ガローネ                                | マッテオ・ガローネ ジェレミー・トーマス ジャン・ラバディ パオロ・デル・ブロッコ                                                                              | イタリア                         |
| 非英語作品賞     | 『万引き家族』                           | 是枝裕和                                          | 石原隆 依田巽 中江康人 | 日本                             |
| 2019年（第73回） |                                          |                                                   | |                                  |
| 非英語作品賞     | 『パラサイト 半地下の家族』              | ポン・ジュノ                                      | クァク・シンエ ムン・ヤングォン チャン・ヨンファン | 韓国                             |
| 非英語作品賞     | 『フェアウェル』                         | ルル・ワン                                        | ルル・ワン アニタ・ゴウ ダニエル・テイト・メリア アンドリュー・ミアノ ピーター・サラフ マーク・タートルーブ クリス・ワイツ ジェーン・チェン                  | アメリカ合衆国                   |
| 非英語作品賞     | 『娘は戦場で生まれた』                   | ワアド・アル＝カデブ エドワード・ワッツ           | ワアド・アル＝カデブ | イギリス/ アメリカ合衆国/ シリア |
| 非英語作品賞     | 『ペイン・アンド・グローリー』           | ペドロ・アルモドバル                              | アグスティン・アルモドバル | スペイン                         |
| 非英語作品賞     | 『燃ゆる女の肖像』                       | セリーヌ・シアマ                                  | ベネディクト・クーヴルー | フランス                         |

### 2020年代
| 部門             | 映画                                      | 監督                           | プロデューサー | 製作国                                               |
| ---------------- | ----------------------------------------- | ------------------------------ | --- | ---------------------------------------------------- |
| 2020年（第74回） |                                           |                                | |                                                      |
| 非英語作品賞     | 『アナザーラウンド』                      | トマス・ヴィンターベア         | シシ・グラウム・ヨアンセン カスパー・ディシング | デンマーク                                           |
| 非英語作品賞     | 『親愛なる同志たちへ』                    | アンドレイ・コンチャロフスキー | アンドレイ・コンチャロフスキー アリシェル・ウスマノフ | ロシア                                               |
| 非英語作品賞     | 『レ・ミゼラブル』                        | ラジ・リ                       | Toufik Ayadi Christophe Barral | フランス                                             |
| 非英語作品賞     | 『ミナリ』                                | リー・アイザック・チョン       | ジェレミー・クライナー デデ・ガードナー クリスティーナ・オー | アメリカ合衆国                                       |
| 非英語作品賞     | 『アイダよ、何処へ?』                     | ヤスミラ・ジュバニッチ         | ダミル・イブラヒモビッチ ヤスミラ・ジュバニッチ | ボスニア・ヘルツェゴビナ                             |
| 2021年（第75回） |                                           |                                | |                                                      |
| 非英語作品賞     | 『ドライブ・マイ・カー』                  | 濱口竜介                       | 中西一雄 山本晃久 | 日本                                                 |
| 非英語作品賞     | 『Hand of God -神の手が触れた日-』        | パオロ・ソレンティーノ         | パオロ・ソレンティーノ ロレンツォ・ミエーリ | イタリア                                             |
| 非英語作品賞     | 『パラレル・マザーズ』                    | ペドロ・アルモドバル           | アグスティン・アルモドバル | スペイン                                             |
| 非英語作品賞     | 『秘密の森の、その向こう』                | セリーヌ・シアマ               | Bénédicte Couvreur | フランス                                             |
| 非英語作品賞     | 『わたしは最悪。』                        | ヨアキム・トリアー             | アンドレア・ベレンセン・オットマー トマス・ロブサム | ノルウェー/ フランス/ デンマーク/ スウェーデン       |
| 2022年（第76回） |                                           |                                | |                                                      |
| 非英語作品賞     | 『西部戦線異状なし』                      | エドワード・ベルガー           | エドワード・ベルガー ダニエル・マルク・ドレイファス マルテ・グルナート | アメリカ合衆国/ ドイツ                               |
| 非英語作品賞     | 『アルゼンチン1985 〜歴史を変えた裁判〜』 | サンティアゴ・ミトレ           | アクセル・クシェヴァツキー フェデリコ・ポステルナク アグスティナ・ランビ・キャンベル リカルド・ダリン サンティアゴ・ミトレ サンティアゴ・カラバンテ チノ・ダリン ヴィクトリア・アロンソ アナ・タレブ | アルゼンチン/ イギリス/ アメリカ合衆国               |
| 非英語作品賞     | 『エリザベート 1878』                     | マリー・クロイツァー           | Alexander Glehr Johanna Scherz | オーストラリア/ ドイツ/ ルクセンブルク/ フランス     |
| 非英語作品賞     | 『別れる決心』                            | パク・チャヌク                 | パク・チャヌク | 韓国                                                 |
| 非英語作品賞     | 『コット、はじまりの夏』                  | コルム・バイレッド             | Cleona Ní Chrualaoí | アイルランド                                         |
| 2023年（第77回） |                                           |                                | |                                                      |
| 非英語作品賞     | 『関心領域』                              | ジョナサン・グレイザー         | ジェームズ・ウィルソン エヴァ・プシュチンスカ | アメリカ合衆国/ イギリス/ ポーランド                 |
| 非英語作品賞     | 『実録 マリウポリの20日間』               | ミスティスラフ・チェルノフ     | ラニー・アロンソン＝ラス ミスティスラフ・チェルノフ ダール・マクラッデン ミッチェル・マイズナー | ウクライナ                                           |
| 非英語作品賞     | 『落下の解剖学』                          | ジュスティーヌ・トリエ         | マリー＝アンジュ・ルシアーニ ダヴィド・ティオン | フランス                                             |
| 非英語作品賞     | 『パスト ライブス/再会』                  | セリーン・ソング               | デイヴィッド・イノヨーサ クリスチン・ヴァション パメラ・コフラー | アメリカ合衆国                                       |
| 非英語作品賞     | 『雪山の絆』                              | フアン・アントニオ・バヨナ     | ベレン・アティエンサ サンドラ・エルミーダ フアン・アントニオ・バヨナ フィリップ・ボルス | スペイン                                             |
| 2024年（第78回） |                                           |                                | |                                                      |
| 非英語作品賞     | 『エミリア・ペレス』                      | ジャック・オーディアール       | パスカル・コーシュトゥー ジャック・オーディアール バレリー・シェアマン アンソニー・バカレロ | フランス                                             |
| 非英語作品賞     | 『私たちが光と想うすべて』                | パヤル・カパーリヤー           | トマス・ハキム ジュリアン・グラフ | フランス/ インド/ オランダ/ ルクセンブルク/ イタリア |
| 非英語作品賞     | 『アイム・スティル・ヒア』                | ウォルター・サレス             | Maria Carlota Bruno Rodrigo Teixeira Martine de Clermont-Tonnerre | ブラジル/ フランス                                   |
| 非英語作品賞     | 『KNEECAP/ニーキャップ』                  | リッチ・ペピアット             | トレバー・バーニー ジャック・ターリング | アイルランド/ イギリス                               |
| 非英語作品賞     | 『聖なるイチジクの種』                    | モハマド・ラスロフ             | モハマド・ラスロフ アミーン・サドライ ジャン=クリストフ・シモン マ二・ティルナー ロジータ・ヘンディジャニアン                                                                                        | イラン/ ドイツ/ フランス                             |